# Alfred Agnès
Pour les articles homonymes, voir Agnès.
Jean-Baptiste Alfred Agnès, né le 9 septembre 1809 à Saint-Pierre (Martinique) et mort le 19 décembre 1889 à Paris (Seine), est un négociant « de couleur » libre et homme politique français. Il est maire de Saint-Pierre de 1848 à 1853.
Bien que méconnu, il est une personnalité marquante de l'histoire de la Martinique. Il est avec Cyrille Bissette, l'un des apôtres de la conciliation au lendemain de l'abolition de l'esclavage.

## Biographie
Jean-Baptiste Alfred Agnès est le fils naturel de Marie-Victoire, surnommée Manette Roudier, mulâtresse porteuse d'une liberté Rochambeau, titre qui n'était pas reconnu par le gouvernement colonial de l'ile à cette époque. Avec sa mère et sa sœur, Victoire Madelaine, ils obtiennent leur affranchissement le 18 juillet 1831 (source : registre d'état-civil de Saint-Pierre Le Mouillage sur les Archives nationales d'outre-mer). Jean-Baptiste Alfred Agnès est alors âgé de 22 ans.
Il se marie l'année suivante, le 12 novembre 1832, à Saint-Pierre avec Jeanne-Rose Sophie Sainte-Yves dite Philinte, surnommée Rosilia. Le père de Pierre-Marie Pory-Papy, 53 ans, ancien négociant, sera témoin à ce premier mariage, dont il aura 4 enfants (source : Archives nationales d'outre-mer).
Après le décès de son épouse, le 14 avril 1845, il aura encore 6 enfants de son union avec Rose Félicité Augusta, qu'il épouse le 22 octobre 1864. Jean-Baptiste Eugène Therme, maire par intérim en 1851, est témoin à ce deuxième mariage (source : Archives nationales d'outre-mer).

## Engagement
Jean-Baptiste Alfred Agnès devient un négociant patenté de première classe et un membre influent de la loge maçonnique de L'Union de Saint-Pierre, régulièrement constituée le 2 mai 1848. Il s'engage dans la vie politique et devient membre du conseil municipal de Pierre-Marie Pory-Papy en 1848. Il prend part aux événements qui précèdent la déclaration d'abolition de l'esclavage en Martinique le 22 mai 1848.
En juin 1848, à l'occasion de l'inauguration de l'arbre de la liberté aux Trois-Bourgs, Alfred Agnès prononce un discours appelant les nouveaux citoyens à l'oubli de vengeance et au retour au travail et à l'ordre.
Lorsque Pory-Papy devient député de la Martinique, Alfred Agnès est élu maire de Saint-Pierre le 31 août 1848. Il s'absente un an pour congés à Paris de novembre 1850 à novembre 1851, période pendant laquelle il est remplacé par Jean Pierre Morestin puis Eugène Thermes.
Pendant cette absence, Jean-Baptiste Alfred Agnès est promu au grade de chevalier de la Légion d'honneur pour ses « honorables services dans l'administration municipale de la Martinique »[Quand ?].
Il est de retour avec Bissette et débarque à Saint-Pierre le 23 novembre 1851, où il reprend ses fonctions de maire, jusqu'en 1853. En 1866, il est membre du conseil général de la Martinique.
Dans les années 1870, il se retire de la vie politique et habite à Paris au no 17 rue de Maubeuge, dans le 9e arrondissement, où il meurt le 19 décembre 1889, à l'âge de 80 ans.